# Cornutobelus naturalis
Cornutobelus naturalis är en insektsart som beskrevs av Capener 1972. Cornutobelus naturalis ingår i släktet Cornutobelus och familjen hornstritar. Inga underarter finns listade i Catalogue of Life.